# Anna Wanda Gogusey
Vous venez d’apposer le modèle de débat d'admissibilité.
Avant toute chose, veuillez créer la page de débat correspondante en cliquant ici.
- Une fois la page de vote initialisée, rafraîchissez cette page, et le bandeau prendra son aspect définitif.
- Si votre débat d'admissibilité est groupé (le motif et l’argumentation doivent être les mêmes), modifiez cette page pour ajouter au modèle le paramètre « cat » suivi du nom de la page de discussion de l’article pour lequel la page de débat existe déjà (ex. : cat=Discussion:Nom_de_l'autre_article). Ensuite, suivez les nouvelles instructions qui apparaissent.
- Vous pouvez également utiliser le paramètre « type » pour faciliter l’accès aux critères d’admissibilité. Exemple : {{suppression|type=mot-clé}}. Liste des mots-clés existants : fiction, musique, art visuel, fanzine, jeu de société, porno, sportif, association, enseignement, société, site web, route, nombre, (Liste complète ici).

| 1. | Créez la page de débat d'admissibilité.                                                                      | Sauvegardez d’abord la page pour l’initialiser puis indiquez votre motivation.            |
| 2. | Important : ajoutez une entrée dans la section Débat d'admissibilité du jour.                                | Utilisez ce texte : *{{L\|Anna Wanda Gogusey}}                                            |
| 3. | Pensez à informer les contributeurs principaux de la page et les projets associés lorsque cela est possible. | Utilisez ce texte : {{subst:Avertissement débat d'admissibilité\|Anna Wanda Gogusey}}~~~~ |

Anna Gogusey, dit Anna Wanda Gogusey, est une illustratrice et tatoueuse française née le 26 février 1990 à La Rochelle. Elle est reconnue pour son travail dans l’illustration jeunesse, mais aussi pour ses affiches et visuels de presse. Son œuvre est marquée par un fort engagement féministe.

## Biographie
Anna Wanda Gogusey naît en 1990 à La Rochelle.
Elle développe très jeune une passion pour le dessin inspirée par la BD, la pop culture, la musique et les séries B. Elle effectue ensuite un BTS en communication visuelle à l’ENSAAMA Olivier de Serres, et se spécialise dans les arts graphiques et l'illustration. C’est au cours de cette période qu’elle commence à produire ses premières affiches de concerts.
Diplômée, elle part vivre au Texas, où elle a déjà effectué une partie de son lycée. Elle habite Austin trois ans, et gagne sa vie en réalisant affiches et flyers pour la scène musicale locale.
De retour en France, elle maintient son lien avec les scènes musicales en travaillant pour des lieux de concert parisiens tels que l’Espace B et le Point Éphémère. En parallèle, elle co-fonde le webzine Retard Magazine avec Marine Normand, Lou Sarah Durand et Ophélie Damblé,,, où elle tient le rôle d'illustratrice et directrice artistique.
En 2016, elle fait partie des co-créatrices du festival féministe Comme nous brûlons.
En 2017, elle rejoint l’agence artistique LE CRIME,  et se lance dans l’illustration presse. Son travail apparaît dans Le Monde, Les Inrocks, Time Out, Le Parisien ou encore le The New York Times. Elle entame une collaboration avec Arte Radio, pour qui elle illustrera tous les épisodes d'Un podcast à soi.
Elle investit le monde de l’édition en 2019, ce qui la conduit à réaliser de nombreuses couvertures de livre. La même année, elle devient ambassadrice Adobe.
Elle continue de réaliser des affiches de concerts, et signe l’identité du festival Rock en Seine pour ses éditions 2020 et 2021. D'autres festivals font appel à ses services, notamment le Hellfest, This is not a love song et Pop et Psy. Elle travaille également pour des institutions tels que Palais de Tokyo et le Vagina Museum.
En 2020, elle signe son premier album jeunesse, Ma Maman est bizarre, écrit par son agente et amie Camille Victorine,,. En 2021 et 2022 respectivement, elle illustre les ouvrages féministes Herstory et Un livre à soi. Elle revient à l'édition jeunesse avec L’imagier en 2024, qui remporte le Prix Sorcières. En 2024 sort Une folle journée à la fête foraine, et en 2025 Avoir un chien. Elle voit la littérature jeunesse comme un moyen de représenter la diversité et de développer son propos féministe.
Aujourd'hui, Anna Wanda Gogusey est connue pour son style figuratif teinté d’absurde, sa palette très colorée et ses personnages dépourvus de pupilles.

## Œuvres

### Ouvrages illustrés
- Ma maman est bizarre, textes de Camille Victorine, La Ville Brûle, coll. « Jamais trop tôt », 2020  (ISBN 978-2-360121-23-6)
- Herstory: Histoire(s) des féminismes, textes de Marie Kirschen, La Ville Brûle, 2021  (ISBN 978-2-360121-29-8)
- Un livre à soi, Charlotte Bienaimé, Stock, coll.  « Les Essais Stock », 2022  (ISBN 978-2-234092-95-2)
- L’imagier, textes d’Émilie Chazerand, La Ville Brûle, coll. « Jamais trop tôt », 2023  (ISBN 978-2-360121-57-1)
- Une folle journée à la fête foraine, textes d’Émilie Chazerand, La Ville Brûle, coll. « Jamais trop tôt », 2024  (ISBN 978-2-360121-69-4)
- Avoir un chien, textes de Marie Gosset, Casterman, coll. « Les albums Casterman », 2025  (ISBN 978-2-203290-10-5)

### Couvertures de livres
- Judith Duportail, L’Amour sous algorithme, Goutte D'or, coll. « Non-fiction », 2019  (ISBN 979-1-096906-14-7)
- Simon Johannin, L'Été des charognes, Points, 2019  (ISBN 978-2-757879-96-2)
- Lucile Peytavin, Le coût de la virilité, Anne Carrière, 2021  (ISBN 978-2-843379-99-4)
- Olympe de G. et Stéphanie Estournet, Jouir est un sport de combat: Journal d'une pornographe féministe, Larousse, 2021  (ISBN 978-2-035989-40-6)
- Imogen Binnie, Nevada, Gallimard, coll. « Du Monde Entier », 2023  (ISBN 978-2-073010-41-4)
- Capucine Delattre, Un monde plus sale que moi, La Ville Brûle, 2023  (ISBN 978-2-360121-59-5)
- Maureen Desmailles, La Candidate, Thierry Magnier, coll. « Grand Roman », 2024  (ISBN 979-1-035208-02-8)
- Lucile de Pesloüan, Tout brûler, La Ville Brûle, 2024  (ISBN 978-2-360121-76-2)
- François-Régis Gaudry, Recettes et récits, Marabout, 2024  (ISBN 978-2-501183-48-2)
- Cristina Rivera Garza, L’Invincible Été de Liliana, Christian Bourgois éditeur, coll. « Satellites », 2024  (ISBN 978-2-267047-60-8)
- Anne Akrich, Le sexe des femmes: Fragments d'un discours belliqueux, Gallimard, coll. « Folio », 2024  (ISBN 978-2-073044-88-4)
- Capucine Delattre, De son sang, La Ville Brûle, 2025  (ISBN 978-2-360120-87-1)

## Expositions

### 2018
Exposition collective “Incroyable Fête Magique qui n’a jamais existé jusqu’à preuve du contraire” avec Roca Balboa et Groduk & Boucar. Point Ephémère, Paris.

### 2024
Exposition sur le travail d’Anna Wanda Gogusey organisée par l’Université Paris Cité, dans le cadre du Mois des égalités. Campus des Grands Moulins, Paris.

## Récompenses
Prix Sorcières 2024, catégorie "Carrément Sorcières Non-Fiction" pour L’Imagier.